# Supercup van Griekenland (mannenbasketbal)
De Supercup van Griekenland is een Griekse bokaal in het basketbal die in 1986 voor het eerst werd georganiseerd door de HEBA. Na 1986 werd de volgende supercup pas in 2020 gehouden volgens en Final-Four systeem.

## Winnaars Supercup van Griekenland
| Jaar | Plaats | Winnaar            | Uitslag           | Tegenstander      |                   | 3e      | Uitslag        | 4e |
| ---- | ------ | ------------------ | ----------------- | ----------------- | ----------------- | ------- | -------------- | -- |
| 1986 | -      | Aris BC            | 117 - 85 104 - 88 | Panathinaikos     | -                 | -       | -              |    |
| 2020 | Athene | Promitheas Patras  | 82 - 74           | Peristeri         | Panathinaikos     | 79 - 73 | AEK Athene     |    |
| 2021 | Patras | Panathinaikos      | 92 - 83           | Promitheas Patras | AEK Athene        | 86 - 79 | Lavrio         |    |
| 2022 | Rhodos | Olympiakos Piraeus | 67 - 52           | Panathinaikos     | Promitheas Patras | 95 - 71 | Kolossos Rodou |    |
| 2023 | Rhodos | Olympiakos Piraeus | 75 - 51           | Panathinaikos     | Peristeri         | 64 - 49 | PAOK Saloniki  |    |
| 2024 | Rhodos | Olympiakos Piraeus | 86 - 85           | Panathinaikos     | Peristeri         | 73 - 69 | Aris BC        |    |